# Meet the Parents
Meet the Parents is een Amerikaanse film uit 2000 onder regie van Jay Roach.

## Verhaal
Greg Focker wil graag gaan trouwen met zijn vriendin Pam. De ouders van Pam vinden het echter heel belangrijk dat Greg eerst hun toestemming vraagt, en daarom gaan ze een weekendje bij hen op bezoek. De ouders van Pam blijken niet zo heel enthousiast te zijn over hun aanstaande schoonzoon. Pams vader is een oud CIA-medewerker en heeft een heel grote hekel aan liegen. Aangezien Greg een goede indruk wil maken, is hij gedwongen om hier en daar wat dingen te verzinnen, bijvoorbeeld dat hij niet rookt. Elke leugen heeft weer tot gevolg dat hij nog meer moet verzinnen en dat Pams vader hem steeds minder geschikt vindt. Uiteindelijk blijkt Greg ook nog een andere naam te hebben. Hij heet in werkelijkheid Gaylord Myron Focker.

## Rolverdeling
| Acteur            | Personage             |
| ----------------- | --------------------- |
| Ben Stiller       | Gaylord 'Greg' Focker |
| Robert De Niro    | Jack Byrnes           |
| Teri Polo         | Pam Byrnes            |
| Blythe Danner     | Dina Byrnes           |
| Nicole DeHuff     | Deborah Byrnes        |
| Jon Abrahams      | Denny Byrnes          |
| Owen Wilson       | Kevin Rawley          |
| James Rebhorn     | Dr. Larry Banks       |
| Judah Friedlander | de apotheker          |